# Armoriale dei comuni della provincia di Avellino
Questa pagina contiene le armi (stemmi e blasonature) dei comuni della provincia di Avellino.
| Stemma                                            | Comune e blasonatura | Gonfalone e bandiera             |
| ------------------------------------------------- | --- | -------------------------------- |
|                                                   | Aiello del Sabato Gonfalone: drappo di azzurro… |                                  |
| Versione precedente                               | Altavilla Irpina D’azzurro, a tre colli all’italiana di verde, uniti, il colle centrale più alto e più largo caricato da 21 nocciole sgusciate, d’oro, infilzate sette per parte, in tre fili di spago, posti in palo, legati sulla sommità, dello stesso; i colli fondati sulla fascia abbassata d’oro caricata dalle lettere maiuscole A G P intercalate da quattro piccole losanghe coricate dello stesso. Ornamenti esteriori da Comune Gonfalone: drappo partito di giallo e di verde… D.P.R. dell'11 settembre 2017 |                                  |
|                                                   | Andretta Scudo sannitico in campo azzurro un leone d'oro rampante che tiene un ramo di alloro con le quattro zampe. Sotto lo scudo vi è una doppia fronda, unite da un nastro tricolore, di alloro verde con le drupe d'oro a destra e di quercia verde con le ghiande d'oro a sinistra. Il tutto è sormontato da una corona d'argento da Comune Gonfalone: drappo di giallo bordato d'azzurro… |                                  |
|                                                   | Aquilonia |                                  |
|                                                   | Ariano Irpino D'argento ai tre monti di verde, al naturale, sormontati dalla scritta d'azzurro A I (Ara Iani) Gonfalone: drappo partito di verde e di bianco… |                                  |
|                                                   | Atripalda Un braccio che impugna un bastone ornato da tre fettucce pendenti (baculum iustitiae) R.D. del 18 luglio 1867 |                                  |
|                                                   | Avella Un cinghiale con sullo sfondo tre montagne. Gonfalone: Stemma del comune caricato sul drappo di colore azzurro D.P.C.M del 3 giugno 1986 |                                  |
|                                                   | Avellino Campo di cielo all'agnello pasquale con banderuola, adagiato sul Libro legato di rosso, ritagliato d'azzurro, poggiato su una terrazza al naturale. D.C.G del 23 dicembre 1938 Gonfalone: drappo di colore bianco riccamente ornato di ricami d'oro caricato dello stemma civico con l'iscrizione centrale in oro: ‘Città di Avellino’. Le parti di metallo ed i nastri saranno dorati. L'asta verticale sarà ricoperta di velluto azzurro con bullette dorate poste a spirale. Nella freccia sarà rappresentato lo stemma della Città e sul gambo inciso il nome. Cravatta e nastri tricolorati dai colori nazionali frangiati d'oro. R.D. del 1º dicembre 1938, RR.LL.PP. del 12 ottobre 1939 | Gonfalone precedentemente in uso |
|                                                   | Bagnoli Irpino Un cigno che si bagna in una fontana. Gonfalone: Stendardo caricato dello stemma su fondo azzurro. D.P.C.M del 3 giugno 1986 |                                  |
|                                                   | Baiano |                                  |
|                                                   | Bisaccia D'argento a tre monti all'italiana di verde moventi dalla punta, sostenenti due leoni rampanti affrontati d'oro sostenenti un bisante dello stesso. Gonfalone: drappo d'azzurro, merlato nella parte inferiore, con scritta COMUNE DI BISACCIA e con stemma incastonato in una greca a sua volta delimitata da un'altra greca più grande |                                  |
|                                                   | Bonito D.C.G del 29 settembre 1936 Gonfalone: drappo di azzurro… Concessione gonfalone con R.D. del 3 settembre 1936, RR.LL.PP. del 14 ottobre 1938 |                                  |
|                                                   | Cairano D'oro, al colle all'italiana, di verde, posto a destra, e al monte roccioso al naturale, posto a sinistra, cimato dall'ulivo di verde, fustato di rosso, colle e monte fondati sulla pianura erbosa di verde; a tre stelle di sei raggi, d'argento, poste in sbarra centrata, la prima in capo, la mediana a destra del punto d'onore, la terza sormontante il colle. Ornamenti esteriori da Comune Gonfalone: drappo partito di bianco e di rosso… |                                  |
|                                                   | Calabritto Scudo recante in basso una torre a quattro merli, sovrastata da un fiume e da tre cime di monti con in alto tre stelle |                                  |
| Stemma in uso sul gonfalone Altra versione in uso | Calitri Di rosso portante tre rose sbocciate, unite allo stelo. Stemma in uso sul gonfalone: d'oro portante tre rose sbocciate, unite allo stelo Altra versione in uso dello stemma: d'argento portante tre rose sbocciate, unite allo stelo Gonfalone: drappo di colore rosso, recante, nella posizione centrale, lo stemma comunale, racchiuso da due ramoscelli uniti da un nastro e nella parte superiore la scritta, in caratteri cubitali "COMUNE DI CALITRI". |                                  |
|                                                   | Candida |                                  |
|                                                   | Caposele Di azzurro, a 26 bisanti d'argento ordinati 5, 7, 8, 3, 2, 1, gli ultimi 6 posti sulla destra e sinistrati da una testa e collo di aquila al naturale uscente in banda dal cantone sinistro della punta; a tre gigli d'oro in capo, ordinati in fascia, ciascuno in corrispondenza ai bisanti centrali della prima fila. Gonfalone: drappo partito di bianco e d'azzurro… |                                  |
|                                                   | Capriglia Irpina Due colline, con una capra posizionata sulla cima di quella più alta. Gonfalone: drappo di azzurro… |                                  |
|                                                   | Carife Gonfalone: drappo partito di rosso e di blu… |                                  |
|                                                   | Casalbore |                                  |
|                                                   | Cassano Irpino Di azzurro, ai tre colli all'Italiana, uniti, fondati in punta, il colle centrale più alto e più largo, di verde, sormontati dalla stella di sei raggi, d'oro. Ornamenti esteriori da Comune D.P.R. del 17 novembre 1992 Gonfalone: drappo giallo riccamente ornato di ricami d'argento e caricato dello stemma sopra descritto con la iscrizione centrata in argento recante la denominazione del Comune. Le parti di metallo ed i cordoni saranno argentati. L'asta verticale sarà ricoperta di velluto giallo, con bullette argentate poste a spirale. Nella freccia sarà rappresentato lo stemma del Comune e sul gambo inciso il nome. Cravatta con nastri tricolorati dai colori nazionali frangiati di argento. D.P.R. del 17 novembre 1992 |                                  |
|                                                   | Castel Baronia Due torri d'oro elevate su ponte d'oro a tre archi su sfondo azzurro Gonfalone: drappo d'azzurro con la bordatura dorata e frangia d'oro in punta, caricato dello stemma comunale, con l'iscrizione recante la denominazione del Comune. Le parti di metallo e i cordoni sono dorati |                                  |
|                                                   | Castelfranci Gonfalone: drappo di azzurro… |                                  |
|                                                   | Castelvetere sul Calore |                                  |
| Stemma nella versione aulica                      | Cervinara Un cervo su tre cime ed una stella cometa all'interno di una cornice di papiro. Gonfalone: drappo di azzurro… |                                  |
|                                                   | Cesinali Gonfalone: drappo di rosso… |                                  |
|                                                   | Chianche Un'aquila bicefala al cui centro presenta uno scudo con fondo bianco al cui interno sono presenti, nella parte superiore tre fasci con anello centrale, tre fiori nella parte centrale, un rettangolo pieno ed un fiore nel fondo dello scudo. Gonfalone: drappo di azzurro… |                                  |
|                                                   | Chiusano di San Domenico |                                  |
| Stemma in versione sannitica                      | Contrada D'azzurro, al destrocherio vestito di argento, afferrante una rosa al naturale, fogliata di tre, due a sinistra e una a destra, fiorita di rosso, il gambo addestrato di un bocciolo, di rosso. Ornamenti esteriori di Comune. Gonfalone: drappo di rosso leggermente appuntato… |                                  |
| Stemma come da blasone                            | Conza della Campania D'azzurro al monte di tre cime di verde sostenente un'aquila spiegata d'oro coronata dello stesso. Gonfalone: drappo partito di giallo e di azzurro… |                                  |
|                                                   | Domicella D'argento alla campagna di verde, sostenente un lupo rapace al naturale, linguato di rosso. |                                  |
|                                                   | Flumeri Di rosso, al monte all'italiana di tre cime di verde, fondato su pianura al naturale dello stesso, cimato da una spiga di grano d'oro Gonfalone: drappo partito di giallo e di verde caricato dell'Arma sopra descritta ed ornato di ricchi fregi d'argento |                                  |
|                                                   | Fontanarosa Di azzurro, alla fontana d'oro, fondata in punta, con la vasca tondeggiante munita di rialzo centrale, dello stesso, cimato da cinque rose, poste a ventaglio, di rosso, gambute di verde, fogliate ognuna di due, dello stesso; da esso rialzo fluenti lateralmente due getti d'acqua, di argento, ricadenti nella vasca D.P.R. del 10 dicembre 2014 Gonfalone: drappo di giallo con la bordatura di rosso, riccamente ornato di ricami d'argento e caricato dallo stemma sopra descritto con la iscrizione centrata in argento, recante la denominazione del Comune. Le parti di metallo ed i cordoni saranno argentati. L'asta verticale sarà ricoperta di velluto dei colori del drappo, alternati, con bullette argentate poste a spirale. Nella freccia sarà rappresentato lo stemma del Comune e sul gambo inciso il nome. Cravatta con nastri tricolorati dai colori nazionali frangiati d'argento |                                  |
|                                                   | Forino Un braccio di guerriero che impugna un mazzo di fiori su fondo di colore azzurro Gonfalone: drappo di azzurro… | Gonfalone precedentemente in uso |
|                                                   | Frigento Tre monti con la scritta F.R.C. Gonfalone: drappo di rosso… |                                  |
|                                                   | Gesualdo Di rosso alla lettera G capitale d'oro. Gonfalone: drappo di azzurro… |                                  |
| Stemma nella versione aulica                      | Greci Gonfalone: drappo di azzurro… |                                  |
|                                                   | Grottaminarda Leone passante su barra sottile disposta obliquamente che si poggia su quattro fasce D.P.R. del 2 aprile 2001 Gonfalone: drappo di azzurro… |                                  |
|                                                   | Grottolella L'aquila bicipite incoronata, contornante un scudo sannitico, con ivi raffigurato un albero di castagno radicato nel terreno, fra le due lettere G. e C |                                  |
|                                                   | Guardia Lombardi Gonfalone: drappo di azzurro… |                                  |
|                                                   | Lacedonia Gonfalone: drappo di azzurro… |                                  |
|                                                   | Lapio Inquartato dalla croce in filetto, d'oro: il PRIMO, di verde, alle tre api d'oro, bene ordinate; il SECONDO, di azzurro, alle cinque spighe di grano, impugnate d'oro, legate di verde; il TERZO, di azzurro, alla montagna di verde, fondata in punta, con l'albero di verde, fustato al naturale, nodrito nel fianco sinistro della montagna; il QUARTO, di rosso, al grappolo d'uva d'oro, pampinoso di due di verde; il tutto sotto il capo di rosso, caricato dalle lettere maiuscole L e P, d'oro.Ornamenti esteriori da Comune. D.P.R. del 9 ottobre 2002 Gonfalone: drappo di giallo bordato di verde… |                                  |
| Stemma precedentemente in uso                     | Lauro D’azzurro, all’albero di lauro di verde, fustato al naturale, nodrito sulla bassa collina fondata in punta, di verde, sostenuto a destra dal leone di rosso, esso leone poggiante le zampe anteriori e la zampa posteriore sinistra sul tronco dell’albero e la zampa posteriore destra sulla bassa collina. Ornamenti esteriori da Comune D.P.R. del 23 novembre 2016 Gonfalone: drappo partito di verde e azzurro… D.P.R. del 23 novembre 2016 | Gonfalone precedentemente in uso |
|                                                   | Lioni D'azzurro, alla fontana d'oro, formata dal bacino rotondo, colma d'acqua, di argento, e dallo stelo mistilineo centrale, sostenente la tazza rotonda, zampillante acqua d'argento ricadente nel bacino, esso stelo addestrato e sinistrato da due cipressi di verde, nodriti nell'acqua del bacino, il tutto accompagnato da due leoni d'oro, linguati di rosso, affrontati, il leone posto a destra poggiante la zampa anteriore destra sull'orlo del bacino e quella anteriore sinistra sul tronco del cipresso, il leone posto a sinistra poggiante la zampa anteriore destra sul tronco del cipresso e quella anteriore sinistra sull'orlo del bacino. D.P.C.M. del 7 agosto 1990 Gonfalone: drappo di giallo riccamente ornato di ricami d'argento e caricato dello stemma comunale con la iscrizione centrata in argento recante la denominazione del Comune. Le parti di metallo ed i cordoni saranno argentati. L'asta verticale sarà ricoperta di velluto giallo, con bullette argentate poste a spirale. Nella freccia sarà rappresentato lo stemma del Comune e sul gambo inciso il nome. Cravatta con nastri tricolorati dai colori nazionali frangiati d'argento. |                                  |
|                                                   | Luogosano |                                  |
|                                                   | Manocalzati D'argento, alla mano di carnagione. Gonfalone: drappo di azzurro… |                                  |
|                                                   | Marzano di Nola Gonfalone: drappo di azzurro… |                                  |
|                                                   | Melito Irpino |                                  |
|                                                   | Mercogliano Gonfalone: drappo di giallo… |                                  |
|                                                   | Mirabella Eclano D'azzurro alla fenice d'argento posta su fiamme nascenti da tre mucchi di ruderi fondati sulla pianura erbosa, il tutto al naturale: essa fenice mirante un sole d'oro orizzontale a sinistra. R.D. del 26 ottobre 1873, RR.LL.PP. del 13 novembre 1873 Gonfalone: drappo di colore azzurro, riccamente ornato di oro e caricato dello stemma civico con l'iscrizione centrata in oro "Città di Mirabella Eclano". Le parti di metallo ed i cordoni saranno dorati. L'asta verticale sarà ricoperta di velluto azzurro con bullette dorate poste a spirale. Nella freccia sarà rappresentato lo stemma della città e sul gambo inciso il nome. Cravatta e nastri tricolorati dai colori nazionali frangiati d'oro. |                                  |
|                                                   | Montaguto Di azzurro, al monte roccioso, con la vetta acuta, d'oro, fondato in punta Gonfalone: drappo troncato di giallo e di azzurro riccamente ornato di ricami d'argento e caricato dello stemma sopra descritto con la iscrizione centrata in argento, recante la denominazione del Comune. Le parti di metallo ed i cordoni saranno argentati. L'asta verticale sarà ricoperta di velluto dei colori del drappo, alternati, con bullette argentate poste a spirale. Nella freccia sarà rappresentato lo stemma del Comune e sul gambo inciso il nome. Cravatta con nastri tricolorati dai colori nazionali frangianti d'argento. |                                  |
|                                                   | Montecalvo Irpino Di nero, a tre monti all'italiana d'argento, moventi dalla punta. D.P.R. del 12 febbraio 1977 Gonfalone: drappo di bianco riccamente ornato di ricami d'argento e caricato dello stemma sopra descritto con la iscrizione centrata in argento: Comune di Montecalvo Irpino. Le parti di metallo ed i cordoni saranno argentati. L'asta verticale sarà ricoperta di velluto bianco con bullette argentate poste a spirale. Nella freccia sarà rappresentato lo stemma del Comune e sul gambo inciso il nome. Cravatta e nastri tricolorati dai colori nazionali frangiati d'argento. |                                  |
|                                                   | Montefalcione Gonfalone: Drappo interzato in fascia di verde, di bianco e di rosso… |                                  |
|                                                   | Monteforte Irpino Gonfalone: drappo di azzurro… |                                  |
|                                                   | Montefredane Un tiglio in campo verde |                                  |
|                                                   | Montefusco In campo d'argento, cinque monti con le lettere M. F. e una corona a cinque punte; due aquile rampanti sostengono ai lati lo scudo. |                                  |
|                                                   | Montella D'azzurro, nel capo tre stelle ordinate in fascia a cinque punte smaltate d'oro e, nella punta, tre monti accostati smaltati di verde. Gonfalone: drappo d'azzurro con bordatura dorata e frangia d'oro in punta, caricato dello stemma comunale, con l'iscrizione recante la denominazione del Comune. Le parti di metallo e i cordoni sono dorati. |                                  |
|                                                   | Montemarano |                                  |
|                                                   | Montemiletto Tre monti dai quali si erge un braccio armato di una daga D.C.G del 27 novembre 1936 Gonfalone: drappo di azzurro… |                                  |
|                                                   | Monteverde D'azzurro, a due rami di palma d'oro, posti in ventaglio, uscenti dalla vetta centrale di un monte (raffigurante tre colli) d'argento. D.P.R. 15 marzo 1978 Gonfalone: drappo partito di bianco e di giallo e riccamente ornato di ricami d'argento e caricato dello stemma sopra descritto con la iscrizione centrata in argento: Comune di Monteverde. Le parti di metallo ed i cordoni sono argentati. L'asta verticale ricoperta di velluto dei colori del drappo, alternati, con bullette argentate poste a spirale. Nella freccia è rappresentato lo stemma del Comune e sul gambo inciso il nome. Cravatta e nastri ricolorati dai colori frangiati d'argento. |                                  |
|                                                   | Montoro Di azzurro, alle tre montagne dal profilo conico, d'oro, fondate in punta, la montagna centrale più alta e più larga con i declivi intieramente visibili e cimata dalla croce latina, dello stesso, le montagne laterali con i declivi in banda e in sbarra parzialmente celati dalla montagna centrale. Ornamenti esteriori da Città. Gonfalone: drappo di giallo con la bordatura di azzurro… D.P.R. 30 novembre 2015 |                                  |
|                                                   | Morra De Sanctis D'azzurro, nel capo tre stelle ordinate in fascia a cinque punte smaltate d'oro e, nella punta, tre monti accostati smaltati di verde. Gonfalone: drappo d'azzurro |                                  |
|                                                   | Moschiano |                                  |
|                                                   | Mugnano del Cardinale Una torre su sfondo collinare il tutto su sfondo azzurro. |                                  |
|                                                   | Nusco Colli su cui si erge una quercia sul cui tronco si attorciglia una serpe, su sfondo azzurro. Motto: Prudens Sicut Serpens. Gonfalone: drappo di bianco… |                                  |
|                                                   | Ospedaletto d'Alpinolo Partito: nel 1º d'argento, all'effigie dell'Angelo alato, visto di tre quarti verso sinistra, con il viso e braccia di carnagione, capelluto di nero, vestito con la tunica di verde e manto di rosso, con una striscia d'oro, posto in fascia, posato sulla gamba destra, la mano destra alzata in sbarra e nella mano sinistra un fiore, nell'atto di parlare alla Beata Vergine Maria, vista di tre quarti verso destra, il viso di carnagione, aureolata d'oro, capelluta dello stesso, vestita con la tunica d'azzurro e con il manto di rosso e le braccia a croce di sant'Andrea, inginocchiata su un inginocchiatoio al naturale, il tutto sormontato dalla nube d'argento, da dove parte un raggio d'oro, posto in banda, che colpisce la Beata Vergine Maria; nel 2º pure d'argento, alla croce d'oro racchiusa dal cerchio, piantata su di un monte di tre cime all'italiana, di verde. Gonfalone: drappo interzato in fascia di verde, di bianco, di rosso… |                                  |
|                                                   | Pago del Vallo di Lauro Gonfalone: drappo di azzurro… |                                  |
|                                                   | Parolise D'azzurro, alla fascia diminuita e scanalata, d'oro, accompagnata in capo da tre stelle di sei raggi, ordinate in fascia, dello stesso, in punta dal monte alla tedesca di tre colli, fondato in punta, di verde. Sotto lo scudo, su lista bifida e svolazzante di azzurro, il motto, in lettere maiuscole di nero, IN OPERIBUS NOSTRAE RADICES. Ornamenti esteriori da Comune. D.P.R. del 30 luglio 2012 Gonfalone: drappo di giallo con la bordatura di azzurro… D.P.R. del 30 luglio 2012 |                                  |
|                                                   | Paternopoli Un tricolle racchiuso in uno scudo. Sul colle centrale si eleva una quercia con ai lati le lettere P e O. Gonfalone: drappo di azzurro… |                                  |
|                                                   | Petruro Irpino Troncato dal filetto d'oro: nel primo, di azzurro, al sole d'oro, raggiato solamente nella parte superiore, con cinque raggi acuti e quattro ondeggainti, nel secondo di rosso, ai due colli all'italiana, ravvicinati, fondati in punta, d'argento. D.P.R. del 21 dicembre 1988 Gonfalone: drappo troncato di bianco e di azzurro, riccamente ornato di ricami d'argento e caricato dallo stemma sopra descritto con la iscrizione centrata in argento, recante la denominazione del Comune. Le parti di metallo ed i cordoni sono argentati. L'asta verticale è ricoperta di velluto dei colori del drappo, alternati, con bullette argentate poste a spirale. Nella freccia è rappresentato lo stemma del Comune e sul gambo inciso il nome. Cravatta con nastri tricolorati dai colori nazionali frangiati d'argento. D.P.R. del 21 dicembre 1988 |                                  |
|                                                   | Pietradefusi Torre merlata in campo azzurro e leone rampante sulla porta della torre. Gonfalone: drappo di azzurro… |                                  |
|                                                   | Pietrastornina |                                  |
|                                                   | Prata di Principato Ultra Gonfalone: drappo d'azzurro |                                  |
|                                                   | Pratola Serra Una corona a cinque torri di colore grigio con interno rosso e sottostante scudo con fondo bianco, recante una fascia azzurra trasversale con pendenza a destra dell'osservatore, su cui sono riportate tre stelle di colore grigio. Sotto lo scudo sono legati da un nastro rosso, un ramoscello d'ulivo a sinistra con un ramoscello di quercia a destra dell'osservatore. Il tutto circoscritto dalla dicitura Comune di Pratola Serra. Gonfalone: drappo troncato di bianco e di azzurro… |                                  |
|                                                   | Quadrelle D'oro, alle quattro torri di azzurro, aperte del campo, ordinate una, due, una; al capo d'argento, caricato dalle lettere maiuscole A G P, di nero, puntate dello stesso, sostenuto dalla fascia diminuita, di rosso. Ornamenti esteriori da Comune. Gonfalone: drappo di azzurro, riccamente ornato di ricami d'argento e caricato dallo stemma sopra descritto con la iscrizione centrata in argento, recante la denominazione del Comune. Le parti di metallo ed i cordoni saranno argentati. L'asta verticale sarà ricoperta di velluto azzurro con bullette argentate poste a spirale. Nella freccia sarà rappresentato lo stemma del Comune e sul gambo inciso il nome. Cravatta con nastri tricolorati dai colori nazionali frangiati d'argento. D.P.R. 2 dicembre 1998, registrato nei registri dell'Ufficio Araldico il 21 dicembre 1998 |                                  |
|                                                   | Quindici Due simboli astrali, il sole e la luna. Gonfalone: Drappo troncato di giallo e di azzurro… |                                  |
|                                                   | Rocca San Felice |                                  |
| Stemma in versione sannitica                      | Roccabascerana D'argento, al castello al naturale, merlato di 5 alla guelfa, torricellato di un pezzo merlato come il primo, esso castello chiuso e murato di nero. Lo scudo fregiato della corona marchionale. Gonfalone: drappo di azzurro… |                                  |
|                                                   | Rotondi D'argento, al monte di verde, sostenente un pino cimato da tre stelle (6) d'azzurro, poste in fascia. Gonfalone: drappo partito di verde e di azzurro… |                                  |
|                                                   | Salza Irpina |                                  |
|                                                   | San Mango sul Calore Stemma raffigurante l'immagine di un vescovo in maestà su fondo azzurro. D.P.R. del 16 luglio 1996 Gonfalone: drappo di rosso… |                                  |
|                                                   | San Martino Valle Caudina San Martino che divide il mantello con un povero. |                                  |
|                                                   | San Michele di Serino Una incudine ed un martello su fondo azzurro. Gonfalone: drappo di bianco… |                                  |
|                                                   | San Nicola Baronia Gonfalone: drappo troncato di verde e di giallo… |                                  |
|                                                   | San Potito Ultra Gonfalone: drappo di azzurro… |                                  |
|                                                   | San Sossio Baronia |                                  |
|                                                   | Sant'Andrea di Conza Gonfalone: drappo d'azzurro… |                                  |
|                                                   | Sant'Angelo a Scala Gonfalone: drappo d'azzurro… |                                  |
|                                                   | Sant'Angelo all'Esca Una torre affiancata da due alberi di pino. |                                  |
|                                                   | Sant'Angelo dei Lombardi |                                  |
|                                                   | Santa Lucia di Serino |                                  |
|                                                   | Santa Paolina Lo stemma è costituito da un albero con due leoni laterali. Gonfalone: drappo di azzurro… |                                  |
|                                                   | Santo Stefano del Sole |                                  |
|                                                   | Savignano Irpino Scudo sormontato da una corona con tre torri, contornato alla base da un ramo di alloro ed uno di quercia. Nella metà destra, partendo da un campo verde, si dipartono tre spighe, su di esse un sole. Nella metà sinistra, sempre partendo dal campo verde, si dipartono due alberi, su di essi la testa di un lupo legata ad una fascia che divide le due metà dal basso verso l'alto e su cui vi è la scritta SABINIANUM. Gonfalone: drappo di azzurro… |                                  |
|                                                   | Scampitella |                                  |
|                                                   | Senerchia Un monte ed un fiume sormontati da una stella a cinque punte. Gonfalone: drappo partito d'azzurro, caricato dell'arma sopra descritta. |                                  |
|                                                   | Serino Una sirena che regge un ramoscello di ulivo. Bandiera: drappo di verde… |                                  |
|                                                   | Sirignano D'argento, ad un toro di nero, con le corna e gli zoccoli d'oro, fermo; sulla campagna di rosso, disposti in fascia, un tralcio di vite pampinosa fruttato di 2 ed un rametto di nocciolo al naturale. Ornamenti esteriori da Comune. D.P.R. del 24 ottobre 1977 Gonfalone: drappo troncato di rosso e di bianco… |                                  |
|                                                   | Solofra D'azzurro, al sole d'oro R.D. del 14 febbraio 1895, RR.LL.PP. del 21 aprile 1895 Gonfalone: drappo partito di azzurro e di giallo… D.P.R. del 30 luglio 1953 |                                  |
|                                                   | Sorbo Serpico Di azzurro, all'albero di sorbo di verde, fustato al naturale, fruttato di cinque d'oro, nodrito nella pianura di verde, sostenuto da due leoni affrontati, d'oro, allumati e linguati di rosso, il leone a destra sostenente il tronco con la zampa anteriore destra e poggiante la zampa posteriore destra sulla pianura, il leone a sinistra sostenente il tronco con la zampa anteriore sinistra e poggiante la zampa posteriore sinistra sulla pianura. Ornamenti esteriori da Comune. Gonfalone: drappo partito di rosso e di verde… |                                  |
|                                                   | Sperone R.D. del 2 luglio 1885 Gonfalone: drappo di azzurro… |                                  |
|                                                   | Sturno Il comune riconosce come proprio stemma uno Storno. |                                  |
|                                                   | Summonte Tre monti rampanti con le lettere S.E. Gonfalone: drappo di azzurro… |                                  |
|                                                   | Taurano Gonfalone: drappo partito di giallo e di nero… |                                  |
|                                                   | Taurasi D'azzurro, al toro furioso al naturale, su una campagna di verde, accompagnato in capo da tre stelle d'oro, male ordinate. Ornamenti esteriori di Comune. Gonfalone: drappo d'azzurro, riccamente ornato di ricami di tralci di viti pampinose d'oro e caricato dello stemma sopra descritto con la iscrizione centrata d'oro recante la scritta COMUNE DI TAURASI. Le parti di metallo ed i cordoni saranno dorati. L'asta verticale sarà ricoperta di velluto dai colori del drappo, con bullette argentate poste a spirale. Nella freccia sarà rappresentato lo stemma del Comune e sul gambo inciso il nome. Cravatta con nastri tricolorati dai colori nazionali frangiati d'oro. |                                  |
|                                                   | Teora Tre monti sormontati da un toro con una T centrale e tre stelle su fondo celeste. Gonfalone: In campo color azzurro raffigura lo Stemma Ufficiale del Comune. |                                  |
|                                                   | Torella dei Lombardi Di azzurro, alla testa e collo del toro di nero, il collo uscente dal canton sinistro della punta, la testa posta di fronte e cornata d'oro, gli occhi con la sclera di argento e la pupilla di rosso, essa testa sormontata dalla corona all'antica di cinque punte visibili, d'oro, gemmata con rubini sul cerchio. Ornamenti esteriori da Comune. Gonfalone: drappo di giallo… Bandiera: drappo di giallo, caricato dallo stemma del Comune. L'asta sarà ornata dalla cravatta con nastri tricolorati dai colori nazionali D.P.R. del 26 giugno 2008 |                                  |
|                                                   | Torre Le Nocelle |                                  |
|                                                   | Torrioni Di rosso, al castello d'argento, chiuso e murato di azzurro, fondato, in punta, merlato di quattro alla guelfa, munito di tre torricelle, la centrale più alta, alternate, merlate alla guelfa di tre. D.P.R. del 5 febbraio 1988 Gonfalone: drappo partito di bianco e di azzurro… |                                  |
|                                                   | Trevico Uno stemma raffigurante tre vette sovrastate da una torre, fiancheggiata da due pini. |                                  |
|                                                   | Tufo |                                  |
|                                                   | Vallata Palma di alloro e quercia contenente inferiormente due frecce, due spighe di frumento e tre fiori racchiusi in una forma ovoidale. Gonfalone: drappo di rosso con corona turrita richiamata in filato dorato con chiaroscuri in seta. Palma di alloro e quercia nella parte inferiore ricamata in seta sfumata con bacche in oro. |                                  |
|                                                   | Vallesaccarda Arma da azzurro con tre cime sostenenti tre spighe di grano poste a ventaglio, il tutto d'oro, ornata da due rami uno d'ulivo e l'altro di quercia sormontata da corona turrita. Gonfalone: drappo di giallo… |                                  |
|                                                   | Venticano |                                  |
|                                                   | Villamaina D'argento, alla torre di pietra al naturale di tre palchi merlati alla ghibellina, di quattro nel primo palco e di tre nel secondo e nel terzo, murata di nero aperta e finestrata dello stesso, di due nel primo palco e di uno nel secondo e nel terzo Gonfalone: drappo di azzurro… |                                  |
|                                                   | Villanova del Battista |                                  |
|                                                   | Volturara Irpina Tiglio su tre colli con corvo in volo. |                                  |
|                                                   | Zungoli Scudo con castello a due torri con sovrastante iscrizione incrociata CC sormontato da corona a cinque punte. |                                  |

## Ex comuni
| Stemma | Ex Comune e blasonatura | Gonfalone |
| ------ | --- | --------- |
|        | Montoro Inferiore (dal 2013 soppresso per la costituzione del comune di Montoro) Su fondo azzurro tre monti con la croce sulla cima centrale Gonfalone: drappo di azzurro… |           |
|        | Montoro Superiore (dal 2013 soppresso per la costituzione del comune di Montoro) Su fondo bianco, tre monti con una croce sulla cima centrale.                             |           |